# Formica pachucana
Formica pachucana é uma espécie de formiga do gênero Formica, pertencente à subfamília Formicinae.